# Prix Jecker
Le prix Jecker de l'Académie des sciences est un prix décerné tous les quatre ans pour encourager de jeunes scientifiques. Le prix fut créé après le legs de Louis Jecker à l'Académie des sciences en 1851. Il était à l'origine attribué tous les ans et resta longtemps un des prix les plus importants récompensant les chimistes en France.

## Lauréats
- Louis Pasteur, pour ses recherches sur les fermentations (1861)[2]
- Thomas Graham (1862)
- Charles Wurtz (1864)
- Paul Schützenberger (1872)
- Édouard Grimaux (1875) la préparation du premier glycol aromatique
- Auguste Houzeau (1877)
- François Stanislas Cloëz (1877)
- A. Le Bel (1881)
- Auguste Béhal (1881 et 1900)
- G. Chancel (1884)
- Roberto Duarte Silva (1885)
- Gustave Bouchardat (1892)
- Camille Chabrié (1894)
- Charles Joseph Tanret (1895)[3]
- Victor Auger (1896 et 1928)
- Daniel Berthelot (1898)
- Alphonse Buisine (1898)
- Albin Haller (1898)
- Jean-Baptiste Senderens (1905)
- Paul Sabatier (1905)
- Victor Grignard (1906)
- Charles Moureu, Marcel Delépine (1907)
- Edmond Blaise (1907 en partie) et 1917)
- Marcel Guerbet (1909)
- Marc Tiffeneau (1911 (en partie) et 1923)
- Amand Valeur (1913 (en partie))
- Ernest Fourneau (1919 (en partie) et 1931)
- Charles Dufraisse (1925 (par moitié) et 1936)
- Raymond Cornubert (1939)
- Pauline Ramart (1941)
- Georges Dupont (1944)
- Léo Marion (1963)
- Jacques-Émile Dubois (1965)
- Guy Ourisson (1971)
- Jean-Louis Rivail (1989)
- André Collet (1991)
- Ivan Huc (2008)